# Droga krajowa nr 175 (Kostaryka)
Droga krajowa nr 175 (hiszp. Ruta Nacional Secundaria 175/Ruta 175) – jedna z dróg krajowych w Kostaryce. Znajduje się ona w prowincji San José.

## Opis
W prowincji San José droga krajowa nr 175 przebiega przez kanton San José (przez dystrykty Catedral i San Sebastián) oraz przez kanton Desamparados (przez dystrykt Desamparados).